# Aufstehen

Logótipo do Aufstehen (2018-presente)

Aufstehen (alemão: Levantar) é um movimento coletivo de esquerda fundado pela política Sahra Wagenknecht em 2018. Os seus co-fundadores e participantes incluíam membros importantes dos partidos de esquerda da Alemanha, bem como apoiantes da ciência e das artes. O seu objetivo era exercer pressão sobre os partidos políticos alemães e provocar uma mudança para a esquerda na política e na sociedade. Isto incluiu concentrar-se nas questões relativas aos eleitores perdidos para os novos movimentos de direita que surgiram recentemente na política alemã. As inspirações para o movimento incluíram o movimento La France Insoumise, de Jean-Luc Mélenchon, e Momentum, a organização fundada em apoio ao líder do Partido Trabalhista britânico, Jeremy Corbyn.
Depois de Wagenknecht se ter retirado da liderança do movimento em Março de 2019 e várias das suas outras figuras notáveis posteriormente se terem afastado dele, a iniciativa tornou-se menos proeminente.

## Fundação
A fundação do movimento foi debatida durante meses quando o seu website foi lançado em 4 de agosto de 2018. Foi lançado oficialmente em 4 de setembro de 2018, numa conferência de imprensa em Berlim. Entre os fundadores estão membros da Esquerda, do SPD e dos Verdes. Figuras notáveis envolvidas incluem o sociólogo Wolfgang Streeck e a política do SPD Simone Lange, que foi derrotada na liderança do partido em 2018 por Andrea Nahles. O pano de fundo para a fundação do movimento é o surgimento de partidos de direita em todo o mundo, incluindo a Alemanha. Os fundadores do Aufstehen argumentam contra o aumento da injustiça social e exortam os partidos de esquerda a unirem-se para provocar uma mudança na política alemã. Wagenknecht também afirmou que a continuação da grande coligação do CDU/CSU e do SPD após as eleições federais de 2017 também foi um estímulo para a fundação do movimento, argumentando que isso levaria a uma continuação de políticas que aumentariam a  desigualdade económica, e a insegurança e beneficia grupos de extrema direita como a Alternativa para a Alemanha.

## Políticas
Aufstehen, um coletivo de “extrema esquerda”, é, segundo alguns meios de comunicação, “hostil à imigração”. Wagenknecht, que se opõe "a uma política de fronteiras abertas para a Alemanha", considera as fronteiras abertas uma atitude politicamente ingénua.